# Diencefalo
Il diencefalo è una porzione dell'encefalo. Assieme al telencefalo (gli emisferi cerebrali più i nuclei della base) costituisce il prosencefalo. Mediano e simmetrico, con forma di piramide tronca, è intercalato tra i centri assiali inferiori (midollo spinale, tronco encefalico) e quelli superiori (telencefalo). Al suo interno si ritrova la cavità del terzo ventricolo.

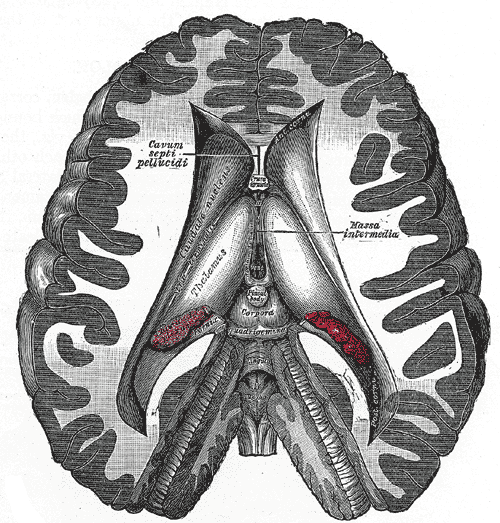
Faccia inferiore del diencefalo, l'unica visibile liberamente alla superficie encefalica, in una sezione trasversale dell'encefalo

Il diencefalo è situato rostralmente rispetto al mesencefalo, con il quale condivide alcune formazioni nucleari, ed è completamente rivestito dal telencefalo (con l'eccezione della sua superficie ventrale, che affiora liberamente sulla superficie encefalica). Di conseguenza, esso risulta visibile solo dopo ampia demolizione degli emisferi telencefalici e della sostanza bianca che lo avvolge.

## Disposizione e rapporti
Il diencefalo si trova al centro della scatola cranica, ed è delimitato rispetto al telencefalo dalla capsula interna. Per la sua descrizione si usa suddividerlo in una faccia dorsale, una faccia ventrale o ipotalamica, due facce laterali, una faccia anteriore e una faccia posteriore.

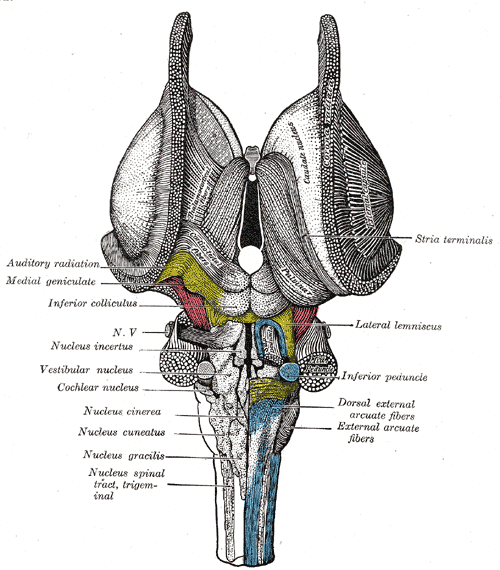
Schema della faccia posteriore del diencefalo, dopo ampia demolizione degli emisferi telencefalici

La faccia dorsale del diencefalo è ricoperta dalla tela corioidea superiore, che contribuisce alla costituzione dei ventricoli laterali: questa si riflette nel punto in cui viene a contatto con la superficie diencefalica, dando luogo a una linea molto spessa, orientata in senso sagittale, che prende il nome di tenia del talamo. All'estremo posteriore della faccia dorsale del diencefalo troviamo due formazioni, l'epifisi e l'abenula.

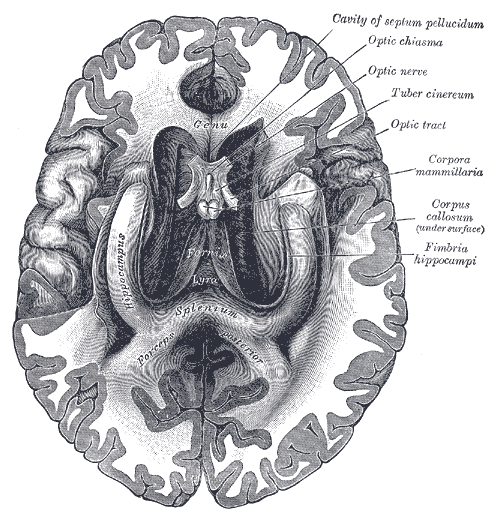
Faccia ventrale o ipotalamica del diencefalo

La faccia ventrale o ipotalamica è l'unica porzione del diencefalo ad affiorare sulla superficie encefalica, e pertanto risulta visibile a occhio nudo senza bisogno di demolire nessun'altra formazione. La faccia ventrale è delimitata posteriormente dal tronco encefalico (e precisamente dai peduncoli cerebrali), anteriormente dal chiasma ottico che la separa dai lobi frontali, e lateralmente dai poli temporali dei due emisferi. In direzione anteroposteriore, si riconoscono nella faccia ventrale tre strutture fondamentali assegnate all'ipotalamo, e cioè il chiasma ottico, il tuber cinereum o peduncolo ipofisario e i corpi mammillari.
Le facce laterali del diencefalo sono costituite dai due talami, le più voluminose delle diverse strutture che compongono il diencefalo stesso. Queste facce sono a stretto contatto con il telencefalo, dal quale sono separate solo per l'interposizione della capsula interna; dorsalmente, i talami sono invece ricoperti dal nucleo caudato, un nucleo telencefalico, per cui diventa molto difficile stabilire un confine tra queste due formazioni, e in genere si sceglie a questo scopo il solco optostriato.
La faccia anteriore comprende anch'essa i poli anteriori dei soli talami, e ha un'estensione abbastanza modesta. I suoi limiti possono essere individuati dal chiasma ottico, in basso, e dai forami interventricolari di Monro, in alto. La faccia posteriore del diencefalo non ha una vera e propria connotazione anatomica, e può essere individuata come un piano virtuale che si estende dalla commessura posteriore fino al limite posteriore dei corpi mammillari ipotalamici.

## Derivazione embriologica
Il diencefalo deriva dalla primitiva vescicola prosencefalica del tubo neurale, la quale, attorno al 32º giorno di gravidanza, si divide ulteriormente in due vescicole distinte, telencefalica e diencefalica. Da quest'ultima derivano poi il diencefalo e le altre formazioni comunicanti, quali la retina.

## Struttura

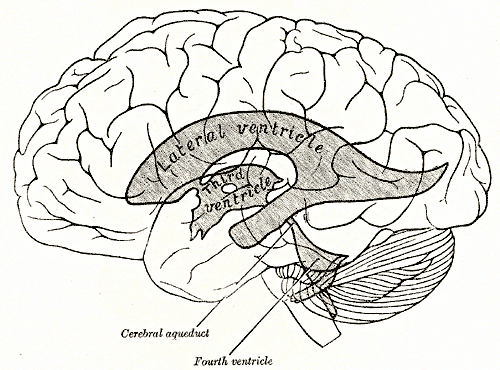
Posizione del terzo ventricolo e dei ventricoli laterali all'interno dell'encefalo

Come già detto, il diencefalo contiene al suo interno la cavità del terzo ventricolo, che permette di suddividere con un piano sagittale l'intera struttura in due metà pari e simmetriche. Ciascuna di queste due metà può essere ulteriormente suddivisa in una porzione ventrale e in una dorsale, grazie all'esistenza di un solco che attraversa in senso trasversale tutta la cavità del terzo ventricolo, e che viene denominato solco ipotalamico (di Monro).
La porzione ventrale, ossia quella parte di diencefalo che rimane al di sotto di tale solco, comprende:
- l'ipotalamo, una formazione impari e mediana che si estende dal chiasma ottico, anteriormente, fino ai corpi mammillari, che ne rappresentano il limite posteriore;
- il subtalamo, pari e simmetrico, localizzato lateralmente all'ipotalamo da ciascun lato, che contiene una serie di formazioni grigie e bianche in diretta continuazione con il mesencefalo sottostante.

La porzione dorsale, ossia quella che rimane al di sopra del solco ipotalamico, comprende invece:
- il talamo, la porzione più voluminosa del diencefalo, a cui sono assegnate importantissime funzioni di ricezione e ritrasmissione delle informazioni a provenienza sia periferica sia centrale;
- l'epitalamo, in posizione arretrata rispetto al talamo;
- il metatalamo, situato posterolateralmente rispetto al talamo e comprendente solo i corpi genicolati mediali e laterali.

## Anatomia comparata
Ha tre componenti fondamentali: epitalamo, ipotalamo e talamo. Il talamo è la parte più grande, l'epitalamo forma delle evaginazioni che andranno a formare l'epifisi e l'organo parietale (terzo occhio), mentre dall'ipotalamo si formerà un infundibolo che andrà a formare la neuroipofisi che insieme alla adenoipofisi formerà l'ipofisi.